# Ústřední komise pro zahraniční věci

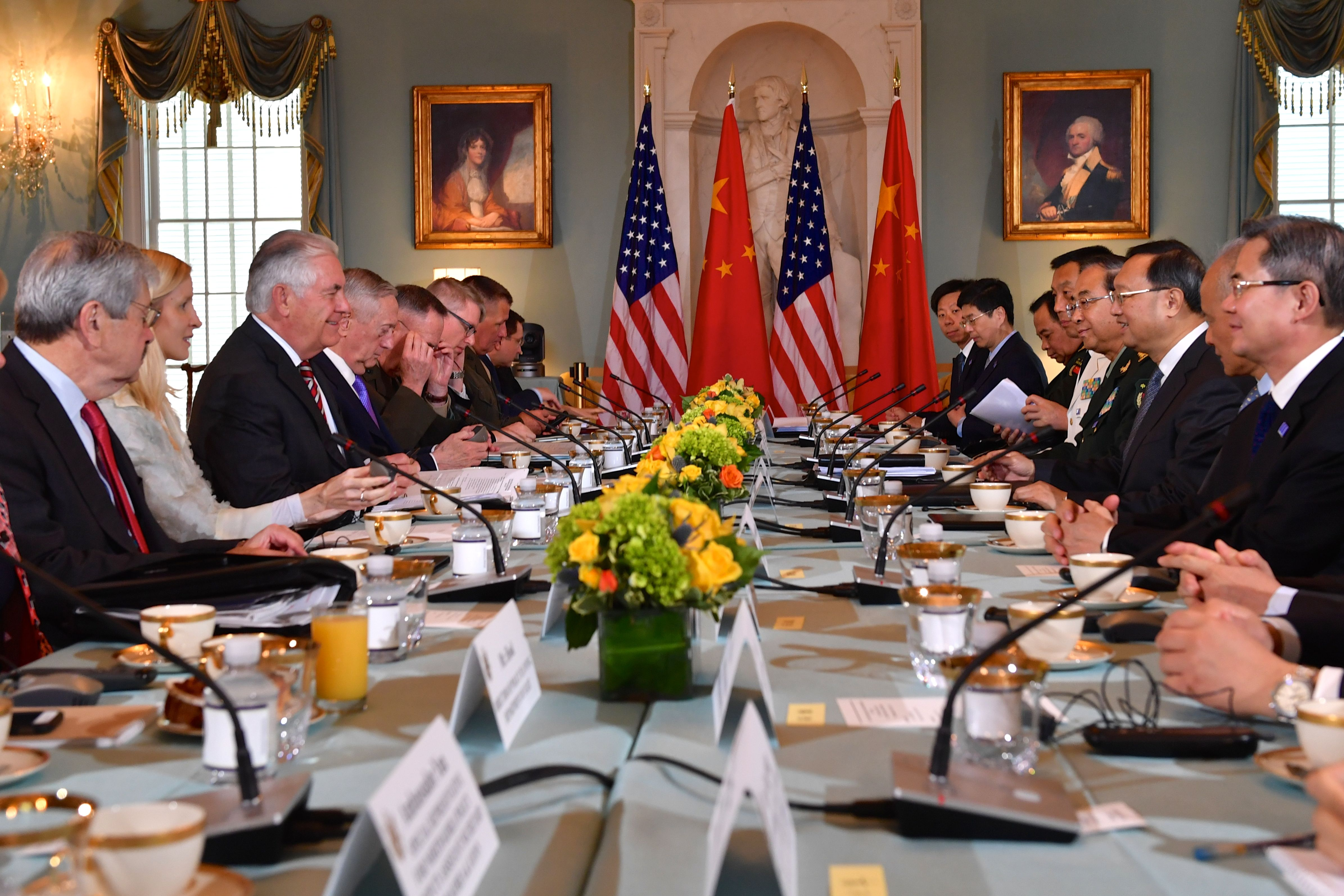
Jang Ťie-čch’ a generál Fang Feng-chuej s Jamesem Mattisem a Rexem Tillersonem, červen 2017

Ústřední komise pro zahraniční věci (čínsky pchin-jinem Zhōngyāng Wàishì Gōngzuò Wěiyuánhuì, znaky 中央外事工作委员会) je komise ústředního výboru Komunistické strany Číny, která vykonává všeobecný dohled nad záležitostmi týkajícími se zahraničních věcí. V současné době jí předsedá generální tajemník ÚV KS Číny a prezident Si Ťin-pching, jeho zástupcem je předseda Státní rady Li Kche-čchiang. Pomáhá jim ředitel její kanceláře, člen politbyra ÚV KS Číny Wang I, ministr zahraničních věcí Čchin Kang a jejími členy jsou úředníci s ministerskou hodností a vyšší.
Byla založena v roce 1981 a do roku 1988 jí předsedal Li Sien-nien, člen Osmi nesmrtelných KS Číny, v letech 1977–1982 místopředseda ÚV KS Číny a v letech 1983–1988 čínský prezident; zastupoval zájmy nacionalistických zastánců tvrdé linie a ekonomických levičáků a obecně se stavěl proti politice tehdejšího faktického vůdce Tenga Siao-pchinga. V 90. letech se čínské vedení více institucionalizovalo a méně se zaměřoval o na frakční a neformální politiku. Od roku 1993 zastával vedoucí komise také funkci generálního tajemníka ÚV KS Číny a prezidenta Číny.
Hlavním výkonným orgánem komise je Úřad pro zahraniční věci, který v současnosti vede Wang I.

## Chronologický seznam vedoucích komise
1. Li Sien-nien (1981–1988)
2. Li Pcheng (1988–1993)
3. Ťiang Ce-min (1993–2004)
4. Chu Ťin-tchao (2004–2013)
5. Si Ťin-pching (2013–současnost)